# أك أولون
أك أولون (بالقيرغيزية: Ак-Өлөн)‏، أو (Ak-Ölön)، هي قرية في إيسيك كول قيرغيزستان. بلغ عدد سكانها (1,497) نسمة عام 2009. تقع على بعد حوالي 5 كم من الضفة الغربية لبحيرة إيسيك كول.